# Korozja uderzeniowa
Korozja uderzeniowa – degradacja materiału, na które działa szybko przepływająca ciecz, gdzie uszkodzenia spowodowane są łącznym efektem uderzenia cieczy i korozji — zwykle związana z lokalnym uderzeniem płynącego płynu z dużą prędkością w stałą powierzchnię. Połączony efekt korozji i erozji kwalifikuje ją jako jedną z form erozji-korozji, definiowaną jako „lokalna erozja-korozja spowodowana turbulencjami lub przepływem uderzeniowym”.  
Może wystąpić w miejscu, gdzie medium nie wykazuje przepływu laminarnego, np. pompach, zaworach, otworach, na rurach wymienników ciepła oraz na kolankach i trójnikach w rurach lub rurociągach. Korozja udarowa spowodowana jest intensywnymi turbulencjami, gdy do rur dostaje się woda zawierająca pęcherzyki powietrza i porusza się z dużą prędkością. Może również wystąpić w wyniku częściowego zablokowania rury przez kamień, kawałek drewna lub inny przedmiot, co może spowodować, że główny przepływ odchyli się w kierunku ściany rury, tworząc w ten sposób turbulencje i zwiększając prędkość płynu. Uderzający strumień może szybko perforować ściany rury. Woda niosąca piasek, muł lub błoto będzie miała dodatkowy, silnie erozyjny wpływ na rury. Erozja parowa jest inną formą korozji uderzeniowej. Występuje, gdy mokra para o dużej prędkości styka się z powierzchnią metalu. W wyniku ataku powstaje zazwyczaj szorstka powierzchnia, na której znajduje się duża liczba małych stożków, których wierzchołki są zwrócone w kierunku przepływu. Porywane pęcherzyki powietrza mają tendencję do przyspieszania tego działania, podobnie jak zawieszone ciała stałe.  